# Serie Mundial Amateur de Béisbol de 1939
La II Serie Mundial Amateur de Béisbol se llevó a cabo en La Habana, Cuba del 12 de agosto al 26 de agosto de 1939.

## Hechos destacados
- La Federación Internacional de Béisbol Aficionado celebró el 11 de agosto su primera reunión previo al inició del torneo en las oficinas de la Unión Atlética de Aficionados de Cuba en La Habana.
- Se consideró como miembros fundadores activos a los siguientes países: Australia, Bélgica, Canadá, Cuba, China, España, Estados Unidos, Francia, Hawái, Países Bajos, Inglaterra, Japón, México, Nicaragua, Perú, Puerto Rico y Túnez.

## Ronda Única
| Posición | Equipo         | Ganados | Perdidos |
| -------- | -------------- | ------- | -------- |
| 1        | Cuba           | 6       | 0        |
| 2        | Nicaragua      | 3       | 3        |
| 3        | Estados Unidos | 0       | 6        |

| Cuba          |
| Campeón Cuba  |
| Primer título |